# Cleomene (figlio di Cleombroto II)
Cleòmene (in greco antico: Κλεομένης?, Kleoménes; Sparta, ... – dopo il 215 a.C.) è stato un politico spartano, reggente del trono agiade di Sparta dopo la morte del re in esilio Cleomene III e la fine del periodo repubblicano di Sparta, a causa della minore età del re Agesipoli III, suo nipote.

## Biografia
Figlio minore del re di Sparta Cleombroto II e di Chilonide, fu nominato reggente del trono di Sparta nel 219 a.C. per la minore età del nuovo re, suo nipote Agesipoli III, figlio di suo fratello maggiore Agesipoli, già morto a quell'epoca.
Agesipoli III succedeva a Cleomene III, morto in esilio ad Alessandria d'Egitto, e dopo un periodo repubblicano durato dal 222 a.C. al 219 a.C. conseguente alla sconfitta spartana a Sellasia ad opera del re di Macedonia Antigono III Dosone e della lega achea.
Dopo il suicidio di Cleomene III, i suoi due figli minorenni di Cleomene III furono fatti giustiziare dal re d'Egitto Tolomeo IV e quindi, al momento della restaurazione diarchica del 219 a.C., il suo parente più prossimo era Agesipoli III, figlio del figlio di Chilonide, sorella di Cleomene III.
Agesipoli III e suo zio Cleomene, che si trovavano anch'essi in esilio dopo che Cleombroto II e Chilonide erano stati scacciati da Leonida II nel 271 a.C., tornarono a Sparta nel 219 a.C. e rimasero sul trono, il primo come re e il secondo come reggente, fino al 215 a.C., quando furono deposti dal re euripontide Licurgo.